# 弗洛拉巴赫河
51°16′21.32″N 7°8′26.19″E / 51.2725889°N 7.1406083°E

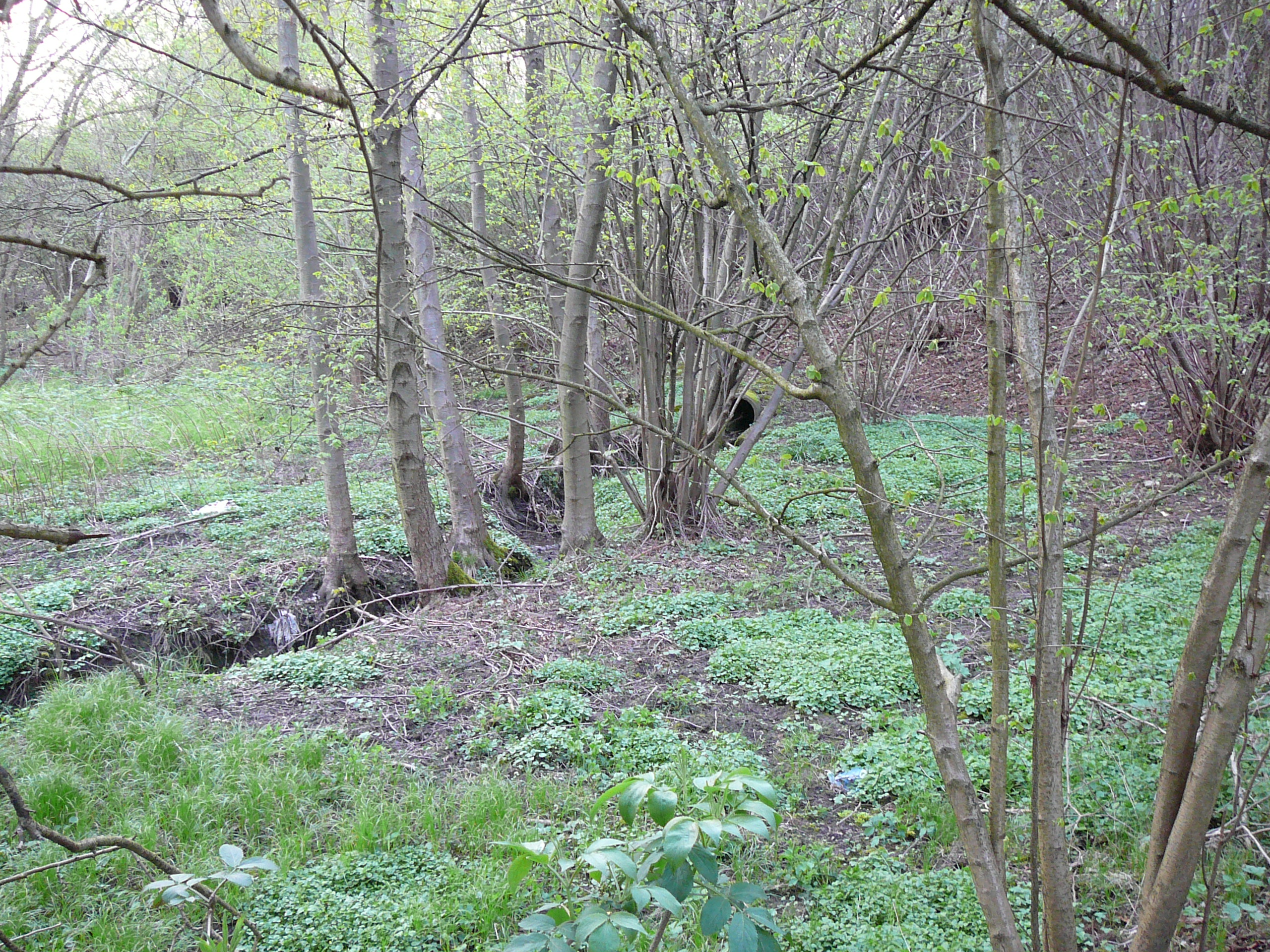

弗洛拉巴赫河（德語：Florabach），是德國的河流，位於該國西部，流經北萊茵-威斯特法倫州，屬於埃申貝克河的左支流，處於伍珀塔爾，河道全長0.6公里。